# Señorío de Cameros
El señorío de los Cameros fue un señorío territorial o solariego, laico (bajo jurisdicción de una casa nobiliaria) con poder jurisdiccional sobre las tierras de Cameros, nuevos y viejos, los valles del Cidacos y del Alhama.
Originalmente una tenencia, cuyo primer titular fue Fortún Ochoa, miembro de la alta nobleza pamplonesa, del linaje de los Fortuñones, y por tanto descendiente de Fortún Garcés, último rey de la primera dinastía de Pamplona (dinastía Arista-Iñiga), y pariente de los Banu Qasi de Tudela, descendientes del conde muladí Casio. La familia estuvo histórica y familiarmente ligada al señorío de Vizcaya.
El señorío fue creado como tenencia alrededor de 1040, pasando a señorío en el siglo X, siendo el más importante y destacado de los señoríos riojanos, ya que el conde de Aguilar de Inestrillas y Señor de Cameros aglutinaba en el siglo XVIII la cuarta parte de los núcleos de población y las tierras de señorío en La Rioja, siendo el que obtenía los mayores ingresos económicos, y ejercía mayor variedad de derechos señoriales. El señorío estuvo vigente durante 800 años, hasta que fue abolido en 1812. 
Este señorío tuvo su sede principal hasta el siglo XIX en la localidad de Nalda. En la actualidad se conservan los restos de su castillo de Nalda.

## Historia

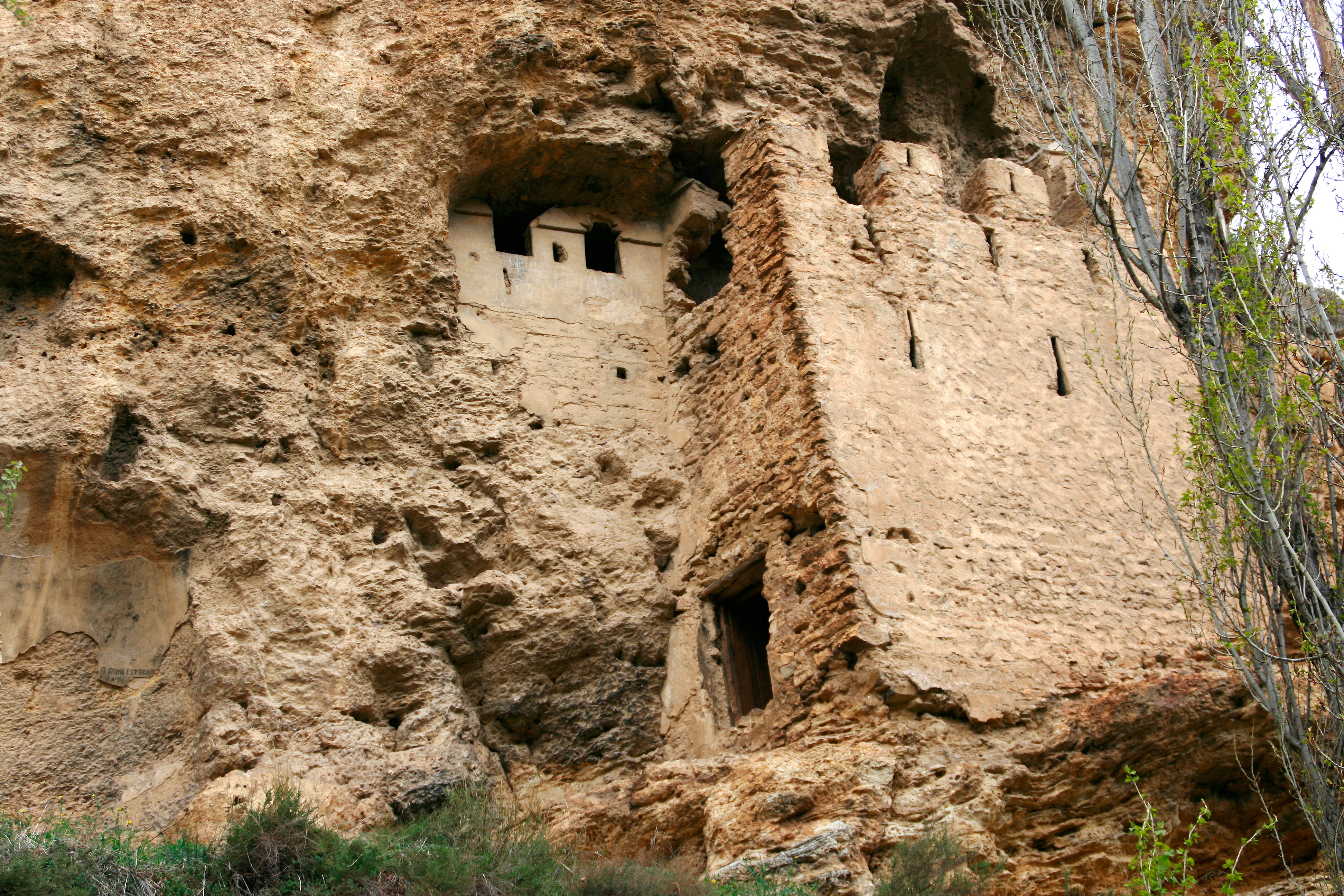
Castillo de Inestrillas. La primera referencia del mismo es de 1276 en manos del obispo de Calahorra. En 1328 ya pertenecía al señor de Cameros.

El señorío fue concedido como tenencia alrededor de 1040 por el rey García III de Nájera y su esposa Estefanía de Barcelona al noble navarro Fortún Ochoa, tenente de Viguera, Arnedo, Cantabria y Mena. Permaneció en manos de los descendientes de Fortún Ochoa hasta el año 1334, en el que Juan Alfonso de Haro, señor de los Cameros, fue ejecutado en la localidad de Agoncillo por orden del rey Alfonso XI de Castilla.
En 1366 el futuro rey Enrique II de Trastámara concedió el señorío formado por cuarenta y cuatro poblaciones a Juan Ramírez de Arellano como recompensa por su ayuda al facilitarle la huida tras la derrota sufrida en la batalla de Nájera, permaneciendo el señorío en poder de los Arellano y de sus descendientes hasta 1733.   
En 1733 con la muerte sin sucesor de Íñigo de la Cruz Manrique de Lara Ramírez de Arellano, (al sobrevivir a la muerte de su hijo Rodrigo Manuel), acaba la dinastía de los Ramírez de Arellano. En 1739 se abrió pleito con el fiscal de S.M. que pretendía la reversión de estas propiedades y estados a la Corona a raíz del fallecimiento del último titular. El pleito se falló por sentencia de 1739 y confirmada en 1746, a favor de Valerio Antonio de Zúñiga, IX marqués de Aguilafuente, descendiente de una hija del VII titular del condado de Aguilar de Inestrillas, comenzando así el periodo de la Casa de Zúñiga hasta 1812, fecha en la que fueron abolidos los señoríos por la Constitución española de 1812.  

## Lista de los primeros tenentes de los Cameros

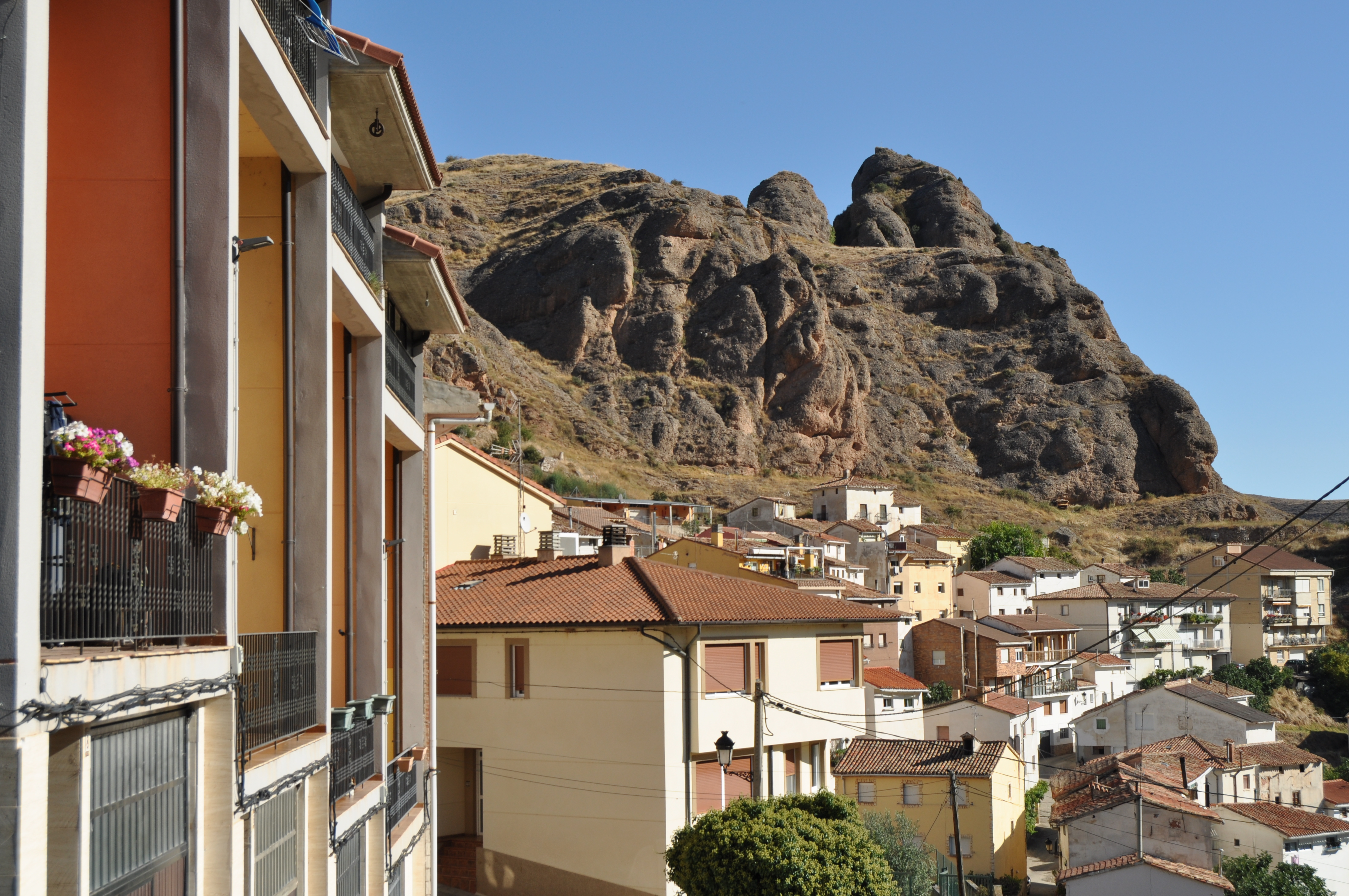
Viguera. En esta localidad se ubicaba el castillo origen de este señorío.

### Linaje de losFortuñones(1040-1092)
- Fortún Ochoa (980-1057), primer tenente de los Cameros: Alrededor de 1040 el rey García III de Nájera y su esposa Estefanía de Foix crean la tenencia de los Cameros y lo entregan a Fortún Ochoa.[3]
- Aznar Fortúnez, hijo del anterior.
- Jimeno Fortúnez o Fortuñones, hermano del anterior. Ejerció la tenencia entre 1056 y 1071.[1]
- Ramón Garcés (o bien Raimundo de Pamplona el Fratricida), hijo del rey García Sánchez III de Pamplona y la reina Estefanía. Ejerció la tenencia desde 1071 hasta 1076.
- Jimeno Fortúnez o Fortuñones, hijo de Fortún Ochoa, ya había ejercido la tenencia, y este segundo periodo entre 1071 y 1092.[1]

## Lista de los señores de los Cameros

### Linaje de losFortuñones(1102-1257)
- Íñigo Jiménez (f. 1134), hijo del anterior, es considerado el primer señor de los Cameros entre los años 1102 y 1120.[4][1]
- Jimeno Íñiguez,[4] hijo del anterior. Ejerció el señorío entre 1120 y 1146.[3]
- Pedro Jiménez, hijo del anterior. Heredo el señorío en 1146.
- Diego Jiménez, señor de los Cameros, hermano del anterior.
- Rodrigo Díaz de los Cameros, hijo del anterior, se casó con Aldonza Díaz de Haro que era hija de Diego López II de Haro, señor de Vizcaya, y de su segunda esposa Toda Pérez de Azagra.
- Simón Ruiz de los Cameros, hijo del anterior. Fue ejecutado en 1277 por orden de Alfonso X el Sabio, rey de Castilla y León.[5] Al fallecer Simón Ruiz sin sucesión, el señorío volvió a la corona y fue dividido por el rey Sancho IV de Castilla entre su hijo el infante Pedro de Castilla y la otra parte fue devuelta a María Álvarez de los Cameros, hija de Alvar Díaz de los Cameros y prima hermana de Simón.
- María Álvarez de los Cameros (m. 1248/1257), prima del anterior, se casó con Alfonso López de Haro, hijo de Lope Díaz II de Haro, señor de Vizcaya.

### Casa de Haro (c. 1257-1334)
- Juan Alfonso López de Haro I (f. 1292), el primer señor de los Cameros de la Casa de Haro, hijo de los anteriores. Casó con Constanza Alfonso de Meneses. Fue sucedido por su hijo.[6]
- Juan Alfonso de Haro, acusado de traición, fue mandado a ejecutar por el rey Alfonso XI de Castilla. Al morir sin sucesión, el rey repartió el señorío entre los dos hermanos de Juan Alfonso, Alvar Díaz de Haro (a quién sucedió su hijo Alfonso) y Alfonso Téllez de los Cameros. Este último se desterró, acusando al rey de retener injustamente parte del señorío de su hermano. El señorío paso a:
- Alfonso López de Haro, hijo de Alvar Díaz de Haro y de Teresa de Almoravid, se casó con Leonor de Saldaña y, entre otros, tuvieron a Teresa de Haro que se enlazaría con Enrique Enríquez el Mozo. Alfonso fue el último titular del linaje de los Haros de los Cameros.

### Casa de Arellano (1366-1675)

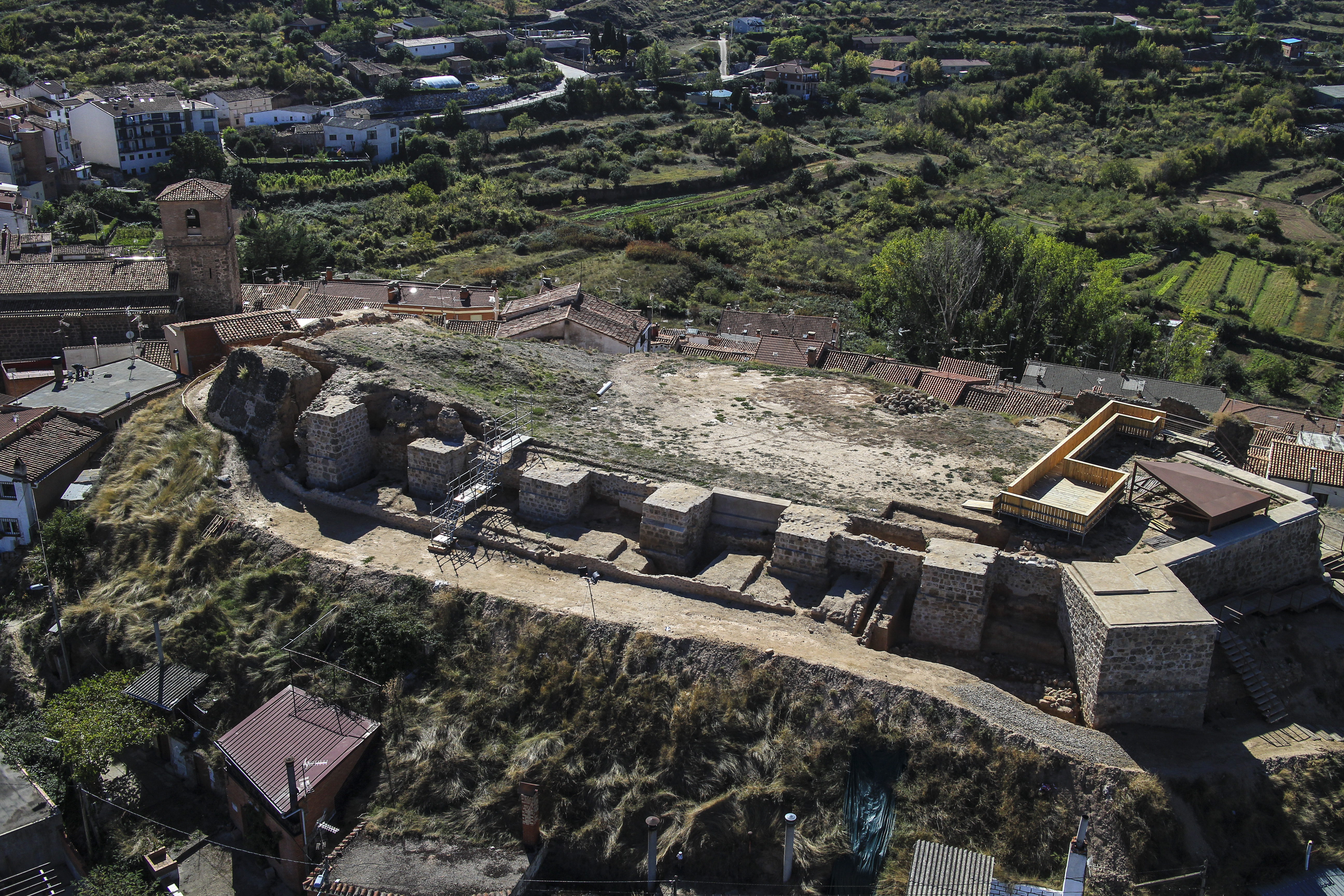
Castillo de Nalda. Centro de poder del señorío de Cameros desde el

- Juan Ramírez de Arellano el Noble.[7] Nace probablemente en Arellano, localidad de la Merindad de Estella, en el segundo cuarto del siglo XIV. Exiliado de Navarra, pasa a servir a Enrique de Trastámara en Castilla, quien le concede el señorío de Cameros en 1366 tras ser nombrado rey de Castilla en Calahorra, por la ayuda prestada en la guerra (1366) frente a su hermano Pedro I. I señor de los Cameros de la Casa de Arellano, señor de Arellano, Allo, Ujué y Valtierra. Ejerció el señorío desde 1366 hasta 1385.
- Carlos Ramírez de Arellano y Manrique (1377-1412). II señor de los Cameros de la Casa de Arellano. Ejerció el señorío desde 1385 hasta 1412.
- Juan Ramírez de Arellano y Sarmiento, III señor de los Cameros de la Casa de Arellano. Fue alférez mayor del pendón de la Divisa del rey durante los reinados de Juan II y Enrique IV. Ejerció el señorío desde 1412 hasta 1475.
- Alonso Ramírez de Arellano y Enríquez, I conde de Aguilar de Inestrillas y IV señor de los Cameros de la Casa de Arellano. Ejerció el señorío desde 1475 hasta 1495.
- Carlos Ramírez de Arellano (f. 1514), II conde de Aguilar de Inestrillas y V señor de los Cameros de la Casa de Arellano. Ejerció el señorío desde 1495 hasta 1514.
- Alonso Ramírez de Arellano, III conde de Aguilar de Inestrillas y VI señor de los Cameros de la Casa de Arellano. Ejerció el señorío desde 1514 hasta 1522.
- Ana Ramírez de Arellano, IV condesa de Aguilar de Inestrillas y VII señor de los Cameros de la Casa de Arellano. Ejerció el señorío desde 1522.
- Felipe Ramírez de Arellano, V conde de Aguilar de Inestrillas y VIII señor de los Cameros de la Casa de Arellano. Ejerció el señorío hasta 1590.
- Pedro Ramírez de Arellano, VI conde de Aguilar de Inestrillas y IX señor de los Cameros de la Casa de Arellano. Ejerció el señorío desde 1590 hasta 1604.
- Felipe Ramírez de Arellano y Zúñiga, VII conde de Aguilar de Inestrillas y X señor de los Cameros de la Casa de Arellano. Ejerció el señorío desde 1604 hasta 1620.
- Juan Ramírez de Arellano y Manrique de Lara (1606-1643), VIII conde de Aguilar de Inestrillas y XI señor de los Cameros de la Casa de Arellano. Fue virrey de Cataluña de 1641 a 1643. Ejerció el señorío desde 1620 hasta 1643.
- Juan Domingo Ramírez de Arellano y Mendoza, III marqués de Hinojosa, IX conde de Aguilar de Inestrillas y XII señor de los Cameros de la Casa de Arellano. Ejerció el señorío desde 1643 hasta 1668.
- María Antonia Ramírez de Arellano y Guevara, IV marquesa de Hinojosa, X condesa de Aguilar de Inestrillas y XIII señora de los Cameros, última de su linaje, que se casó con Rodrigo Manuel Fernández Manrique de Lara y Ramírez de Arellano. Ejerció el señorío desde 1668 hasta 1675.

### Casa de Manrique de Lara (1675-1733)
- Íñigo de la Cruz Manrique de Lara Ramírez de Arellano (1673-1733), V marqués de la Hinojosa, XI Conde de Aguilar de Inestrillas, III conde de Frigiliana, VIII conde de Villamor y XIV señor de los Cameros, con grandeza de España. Ejerció el señorío desde 1675 hasta 1733.

### Casa de Zúñiga(1746-1783)
- Valerio Antonio de Zúñiga Ramírez de Arellano y Fernández de Córdoba (m. 1751), IX marqués de Aguilafuente, XII Conde de Aguilar de Inestrillas, VII conde de Villalba y XVI señor de los Cameros. Ejerció el señorío desde 1746 hasta 1751.
- María Vicenta de Zúñiga Ramírez de Arellano y Pacheco (m. 1773), VIII condesa de Villalba, X marquesa de Aguilafuente, XIII condesa de Aguilar de Inestrillas y XVII señora de los Cameros. Ejerció el señorío desde 1751 hasta 1773.

### Casa de Osorio (1773-1776)
- María de la Portería Osorio de Moscoso de Zúñiga (m. 18 de septiembre de 1776), IX condesa de Villalba, XI marquesa de Aguilafuente, XIV condesa de Aguilar de Inestrillas y XVIII señora de los Cameros. Ejerció el señorío desde 1773 hasta 1776.

### Casa de Carvajal (1776-1812)
- Manuel Bernardino de Carvajal y Zúñiga (13 de diciembre de 1739-6 de diciembre de 1783), V duque de Abrantes, VI duque de Linares, XII marqués de Aguilafuente, VII marqués de Valdefuentes, VI marqués de Puerto Seguro, V marqués de Sardoal, XV conde de Aguilar de Inestrillas, X conde de Villalba, IV conde de la Quinta de la Enjarada, VI conde de la Mejorada,  XIX señor de los Cameros. y consiliario de la Real Academia de Bellas Artes de San Fernando desde 1770. Ejerció el señorío desde 1776 hasta 1783.
- Ángel María de Carvajal y Gonzaga (2 de marzo de 1771-13 de mayo de 1793), VI duque de Abrantes, VII duque de Linares, XIII marqués de Aguilafuente, VIII marqués de Valdefuentes, VII marqués de Puerto Seguro, VIII marqués de Navamorcuende, VI marqués de Sardoal, XVI conde de Aguilar de Inestrillas, V conde de la Quinta de la Enjarada, VII conde de la Mejorada, XI marqués de Villalba y XX señor de los Cameros. Ejerció el señorío desde 1783 hasta 1793.
- Manuel Guillermo de Carvajal y Fernández de Córdoba (1790-1816), XIV marqués de Aguilafuente, VII duque de Abrantes, VIII duque de Linares, VII marqués de Sardoal, IX marqués de Valdefuentes, VIII marqués de Puerto Seguro, IX marqués de Navamorcuende, VI conde de la Quinta de la Enjarada, XVII conde de Aguilar de Inestrillas, XII conde de Villalba, VIII conde de la Mejorada y XXI señor de los Cameros. Ejerció el señorío desde 1793 hasta 1812.